# Gomphandra psilandra
Gomphandra psilandra är en järneksväxtart som beskrevs av Schori. Gomphandra psilandra ingår i släktet Gomphandra och familjen Stemonuraceae. Inga underarter finns listade i Catalogue of Life.